# Hôpital Ambroise-Paré

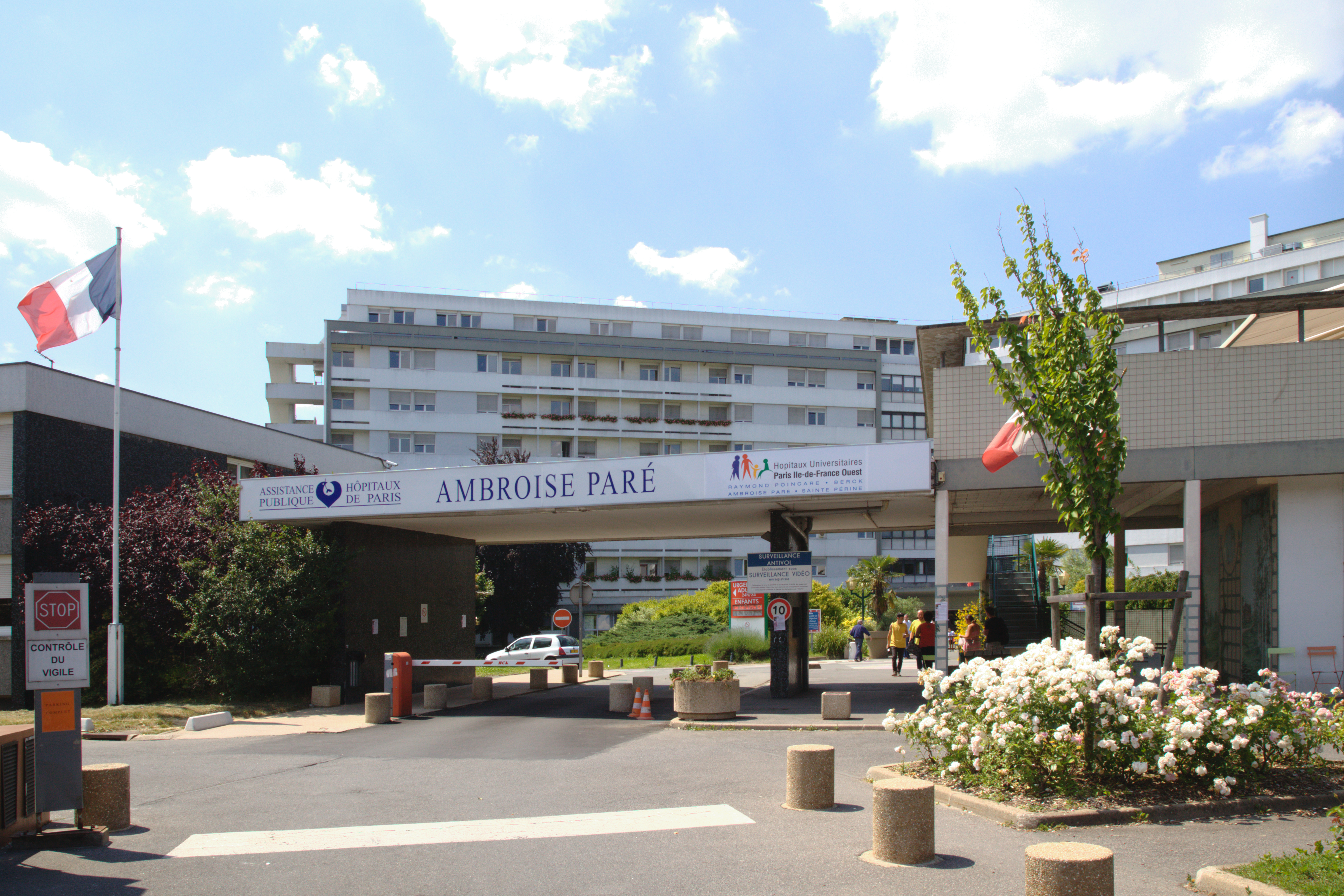
Hôpital Ambroise-Paré

Das Hôpital Ambroise-Paré ist ein Krankenhaus in Boulogne-Billancourt (Frankreich), das 1923 gegründet wurde. Es gehört heute zum öffentlichen Krankenhausverbund Assistance publique - Hôpitaux de Paris (AP-HP) und ist Teil der Universitätskliniken Hôpiteaux Universitaires Paris Ile-de-France Ouest. Die Adresse lautet 9 avenue Charles-de-Gaulle.
Es ist ein Lehrkrankenhaus der Universität Versailles. Das Hôpital Ambroise-Paré ist eines der größten Krankenhäuser Europas. 
Leiterin des Hauses ist Frau Directrice Lise Charmant-Delaoutre.
Das Krankenhaus wurde nach dem französischen Chirurgen Ambroise Paré benannt.